# De Overtuin (Oranjewoud)
De Overtuin is een park in het parkgebied Oranjewoud ten oosten van Heerenveen in de Nederlandse provincie Friesland.
Het park behoorde tot het gebied van Landgoed Oranjewoud, dat in de 17e eeuw door Albertine Agnes van Nassau werd aangelegd. In de 18e eeuw werd het park in Barokstijl aangelegd. In de 19e eeuw werd na sloop van de oude gebouwen Huize Oranjewoud gebouwd. Door nieuwe eigenaren werd de overtuin aan de overzijde in de landschapsstijl ingericht. Het park van Oranjestein aan de oostzijde van de Overtuin werd door Lucas Pieters Roodbaard in dezelfde stijl aangelegd.
De Overtuin is sinds 1953 eigendom van gemeente Heerenveen en is vrij toegankelijk, verboden voor gemotoriseerd verkeer, honden en paarden. De toegang bevindt zich aan de Lindelaan.